# Pulo Bunta
Pulo Bunta is een bestuurslaag in het regentschap Aceh Besar van de provincie Atjeh, Indonesië. Pulo Bunta telt 16 inwoners (volkstelling 2010).